# Çotanak Stadium
El Çotanak Stadium (en turco: Çotanak Stadyumu) es un estadio de fútbol, ubicado en la ciudad de Giresun, Turquía. Fue inaugurado en 2021 y posee una capacidad para 22.028 espectadores. Es la casa del club Giresunspor que disputa la Superliga de Turquía.
Sustituyó al antiguo Estadio Giresun Atatürk, construido en 1950, que tenía una capacidad para 12.000 espectadores.

## Historia
Construido en el distrito de Aksu, en la región nororiental de Giresun, el estadio forma parte del Çotanak Sports Complex, un moderno complejo que cuenta además con un gimnasio polideportivo, un centro de entrenamiento y una piscina olímpica. Diseñado inicialmente por un equipo de arquitectos liderado por Bora Soykut en 2013, su construcción formaba parte del proyecto de construcción y modernización de plazas deportivas llevado a cabo por el Ministerio de Deportes de Turquía. El nombre del estadio hace referencia al principal producto agrícola de Giresun: el cultivo de avellanas, siendo la mayor región productora de avellanas, cerezas y nueces del país.
Las obras de construcción del estadio comenzaron en noviembre de 2016, con fecha de finalización prevista inicialmente para mediados de 2018. Sin embargo, la obra enfrentó constantes retrasos en el cumplimiento de las etapas, lo que obligó a cambiar en varias ocasiones el cronograma de entrega, habiéndose concluido efectivamente en diciembre de 2020. Su inauguración oficial tuvo lugar el 24 de enero de 2021 con el partido entre Giresunspor y Balıkesirspor, que terminó con la victoria del club local por 1-0, en partido válido por la Segunda División turca.
El techo del estadio presenta un diseño original, dando la impresión de ser más grande de lo que realmente es debido a la forma irregular de las gradas. Compuesto por una gigantesca membrana de PVC de 25.000 m², protege completamente a los aficionados de las frecuentes lluvias que se dan en la región del Mar Negro, de clima húmedo. El estadio también se distingue por sus colores naturales y altas columnas en la fachada exterior, gracias a las cuales los pasillos internos reciben ventilación. Las formas redondeadas del estadio y del polideportivo hacen referencia a las colinas situadas alrededor del complejo deportivo.